# Max Huiberts
Max Edwin Huiberts (Zwolle, 17 november 1970) is een voormalig Nederlands prof voetballer.
Huiberts speelde als aanvaller bij FC Zwolle, Roda JC, Borussia Mönchengladbach en AZ. Door een zware knieblessure moest hij zijn carrière beëindigen. Huiberts speelde tussen 1990 en 2003 in totaal 271 wedstrijden waarin hij 72 doelpunten maakte. Hij nam deel aan het Europees kampioenschap voetbal onder 21 - 1992. Hij was onder andere hoofdscout en technisch coördinator bij AZ en sinds 1 januari 2016 is hij technisch directeur bij AZ als opvolger voor de destijds naar de Verenigde Staten vertrokken Earnest Stewart.

## Clubstatistieken
| Seizoen | Club                     | Land      | Competitie           | Duels | Goals |
| ------- | ------------------------ | --------- | -------------------- | ----- | ----- |
| 1989/90 | CSV '28                  | Nederland | Derde klasse A (za.) |       |       |
| 1990/91 | FC Zwolle                | Nederland | Eerste divisie       | 20    | 3     |
| 1990/91 | Roda JC                  | Nederland | Eredivisie           | 10    | 1     |
| 1991/92 | Roda JC                  | Nederland | Eredivisie           | 21    | 0     |
| 1992/93 | Roda JC                  | Nederland | Eredivisie           | 20    | 4     |
| 1993/94 | Roda JC                  | Nederland | Eredivisie           | 31    | 9     |
| 1994/95 | Roda JC                  | Nederland | Eredivisie           | 31    | 14    |
| 1995/96 | Borussia Mönchengladbach | Duitsland | Bundesliga           | 10    | 0     |
| 1996/97 | Borussia Mönchengladbach | Duitsland | Bundesliga           | 8     | 0     |
| 1996/97 | AZ                       | Nederland | Eredivisie           | 10    | 1     |
| 1997/98 | AZ                       | Nederland | Eerste divisie       | 22    | 15    |
| 1998/99 | AZ                       | Nederland | Eredivisie           | 27    | 10    |
| 1999/00 | AZ                       | Nederland | Eredivisie           | 17    | 5     |
| 2000/01 | AZ                       | Nederland | Eredivisie           | 22    | 4     |
| 2001/02 | AZ                       | Nederland | Eredivisie           | 21    | 6     |
| 2002/03 | AZ                       | Nederland | Eredivisie           | 0     | 0     |
| Totaal  | Totaal                   | Totaal    | Totaal               | 270   | 72    |

## Trivia
- Max is de oom van voetballer Dean Huiberts.